# Reteporellina yanucensis
Reteporellina yanucensis är en mossdjursart som beskrevs av Hayward 2000. Reteporellina yanucensis ingår i släktet Reteporellina och familjen Phidoloporidae. Inga underarter finns listade i Catalogue of Life.